# Museo del mar (La Guardia)
El Museo del mar de La Guardia (Galicia, España) es un pequeño museo dedicado al mar que se ubica en un moderno edificio de planta circular que es una reconstrucción de la antigua Atalaya del puerto de La Guardia.

## Situación
Está ubicado al comienzo del espigón que cierra el extremo norte del puerto de La Guardia. La situación es algo diferente de la que ocupaba la antigua Atalaya.

## Historia

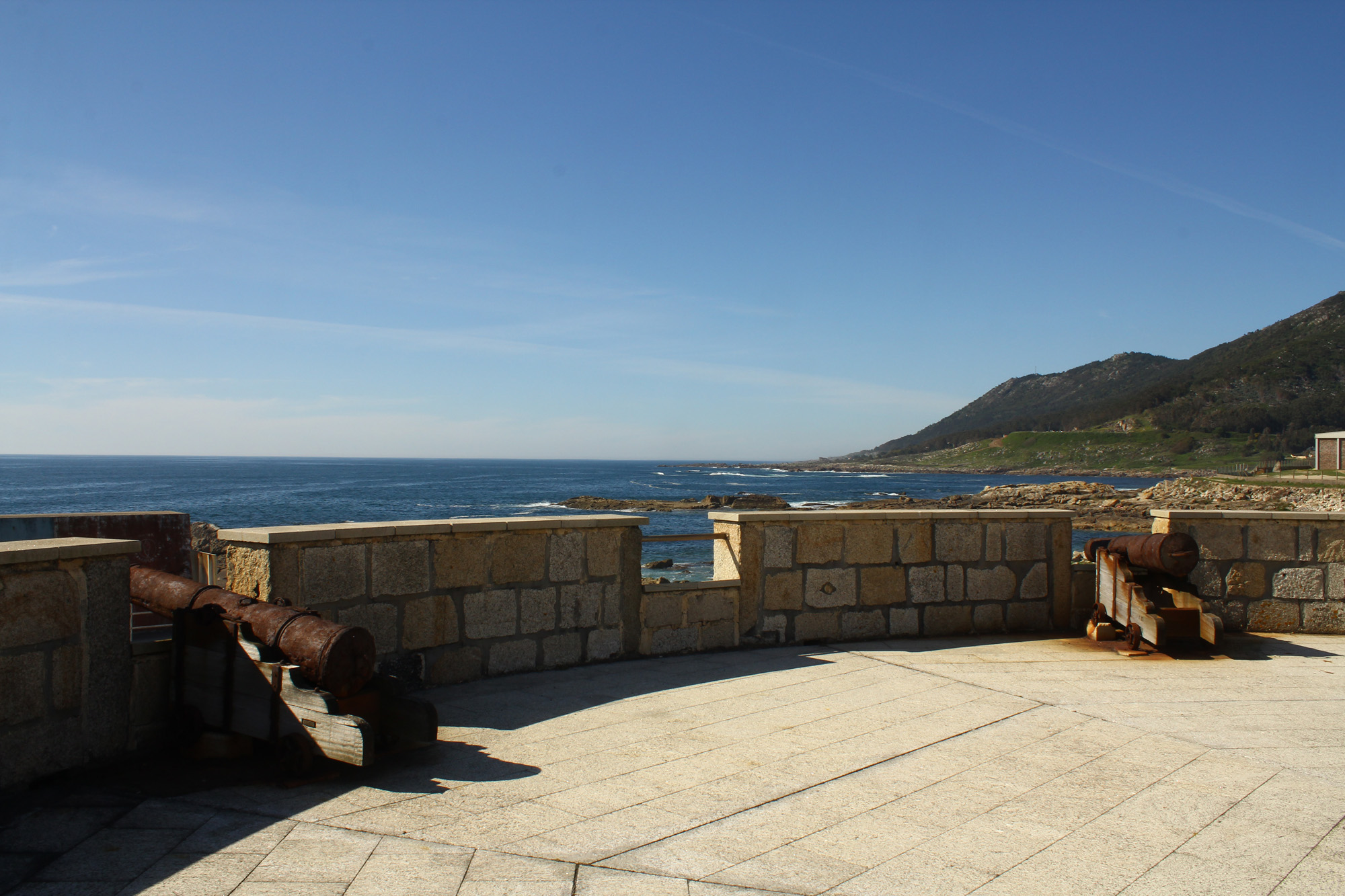

La antigua Atalaya del puerto de La Guardia fue construida en el año 1665 por los portugueses, durante el periodo de 3 años en que ocuparon la ciudad con motivo de la guerra de sucesión portuguesa que se prolongó entre 1640 y 1668. Este fortín del que se conservan fotos y grabados, tenía 20 metros de diámetro y 8 de altura, fue demolido en 1943. La reconstrucción se realizó en 1997, pero en una situación algo diferente de la original. 

## Contenido
El contenido expositivo abarca diferentes aspectos relacionados con el mar, incluyendo un pequeño acuario, una colección de conchas marinas, artes de pesca artesanal y videos en el que intervienen habitantes de la localidad cuya vida ha estado relacionada con el mar y los oficios derivados.